# 葡萄胸亞馬遜鸚鵡
，又名紅胸亞馬遜鸚鵡、紅胸亞馬遜鸚哥、紅胸鸚鵡，是分佈在阿根廷、巴西及巴拉圭的鸚鵡。

## 特徵
红胸鹦哥色彩鮮艷，長30厘米。牠們主要呈綠色，前額紅色，頸背藍色，胸部像葡萄紅色。

## 分佈地
红胸鹦哥非常稀少。牠們只棲息在阿根廷、巴西及巴拉圭的幾個地區。牠們棲息在亞熱帶或熱帶的低地潮濕森林、山區森林及種植林。牠們受到失去棲息地的威脅。

## 外部連結
- 维基共享资源上的相關多媒體資源：葡萄胸亞馬遜鸚鵡
- 維基物種上的相關：葡萄胸亞馬遜鸚鵡
- BirdLife Species Factsheet （页面存档备份，存于）